# Heer van Sipán

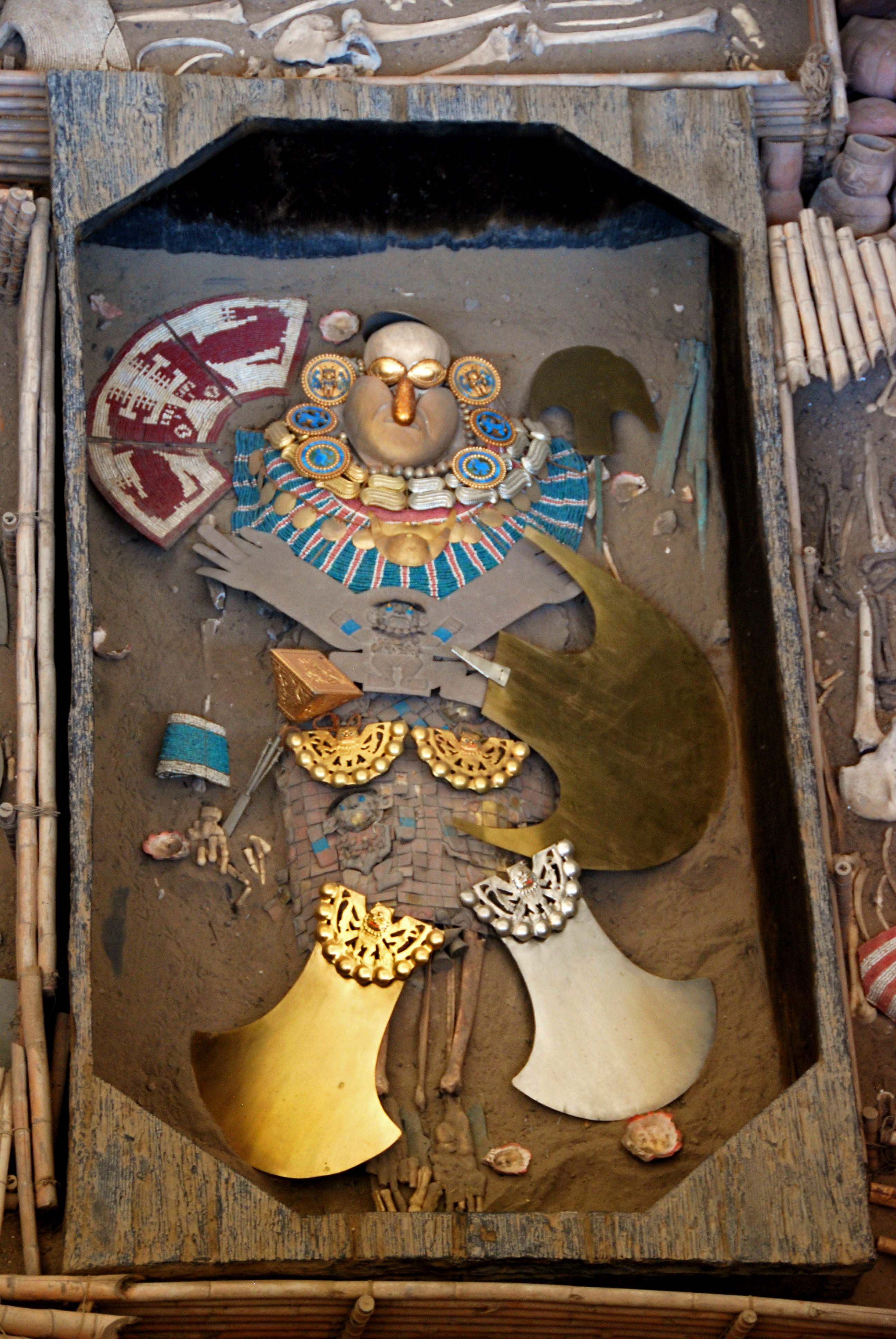
Het graf van de heer van Sipán

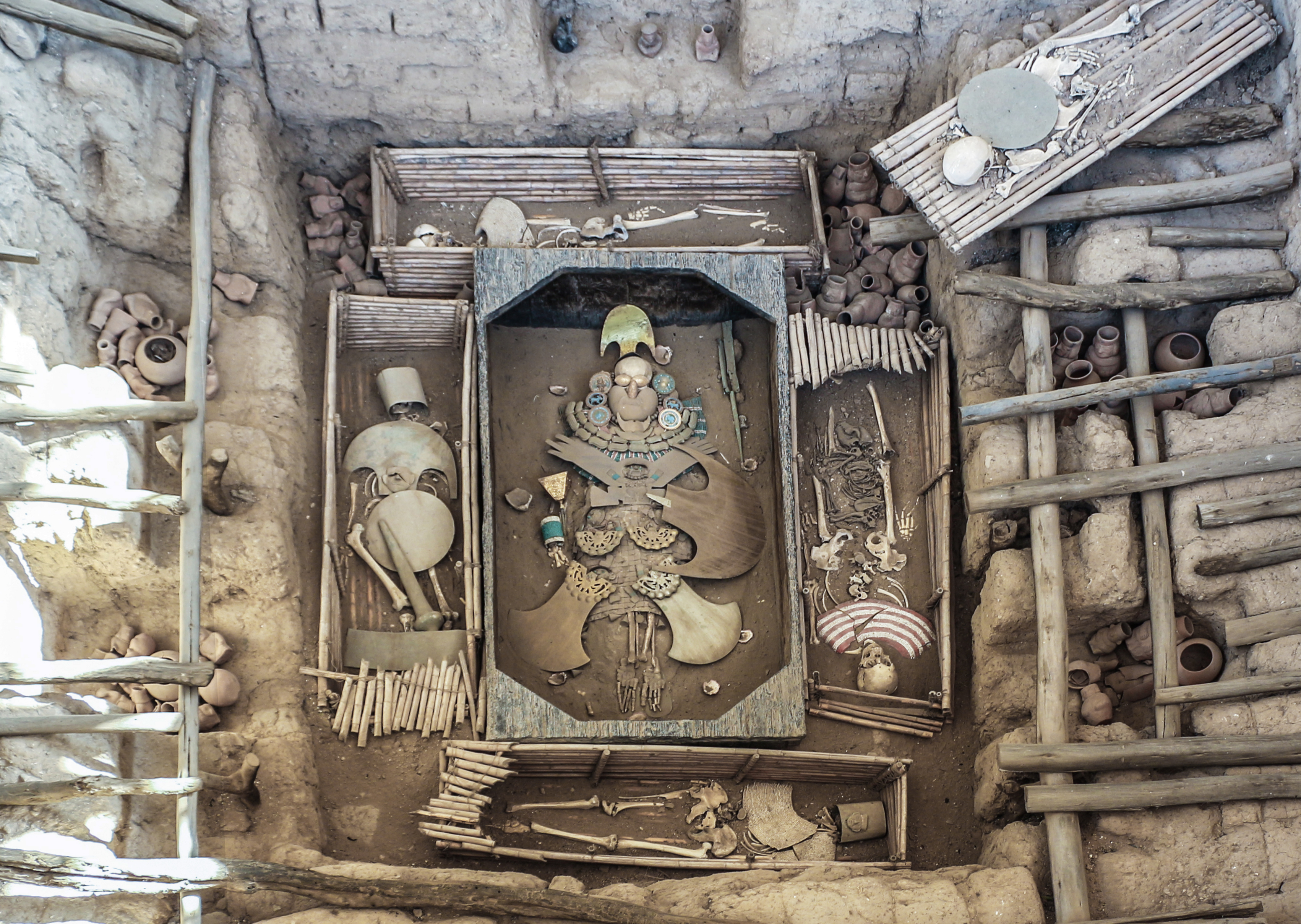
De overblijfselen van de derde man lagen in een nis op het dak van de grafkamer

De heer van Sipán is een heerser uit de 3e eeuw die gevonden werd door archeoloog Walter Alva bij Huaca Rajada in Sipán, Peru. De heer van Sipán behoorde tot de Moche.
In 1987 vonden plunderaars diverse gouden objecten. Door onderlinge meningsverschillen werd de politie gewaarschuwd en er volgde een inval, waarna Walter Alva gewaarschuwd werd. Archeologen zien dit koninklijke graf als een van de belangrijkste archeologische vondsten in Zuid-Amerika van de laatste 30 jaar. Het graf werd ongeschonden aangetroffen. In 2002 werd in Lambayeque een museum geopend waar de meeste artefacten tentoongesteld worden.
De heer van Sipán was 1,63 meter lang en ongeveer 35-45 jaar oud op het moment van zijn dood. Zijn sieraden en ornamenten (zoals hoofdtooien, een gezichtsmasker, harnassen, kettingen, neusringen, oorbellen) tonen aan dat hij hoog in aanzien moet zijn geweest. De meeste sieraden zijn gemaakt van goud, zilver, koper en halfedelstenen.
De Heer van Sipán droeg twee kettingen met kralen van goud en zilver in de vorm van pinda's, die de aarde vertegenwoordigen. De pinda symboliseert dat de mens uit de aarde komt en daarin terugkeert als hij sterft. Pinda's waren belangrijk als voedsel. De ketting bevatte kralen van goud (rechts) en zilver (links) en stonden symbool voor zon en maan.
Er waren zes andere mensen begraven bij de heer van Sipán. Drie jonge vrouwen, twee mannen (waarschijnlijk krijgers) en een kind van ongeveer negen of tien jaar oud. De overblijfselen van een derde man (misschien ook een krijger) werden aangetroffen op het dak van de grafkamer in een nis met uitzicht op de kamer. Er werd ook een hond gevonden. De voeten van de aangetroffen krijgers waren geamputeerd, waarschijnlijk om te voorkomen dat ze het graf zouden verlaten. De vrouwen waren gekleed in ceremoniële kleding. Archeologen troffen verder 451 ceremoniële objecten en overblijfselen van verschillende dieren aan, met inbegrip van een hond en twee lama's.
Er werden na de vondst van deze graven nog twee graven aangetroffen bij Huaca Rajada.